# Beinn Sgritheall
Der Beinn Sgritheall ist ein 974 m (3.196 ft) hoher, als Munro und Marilyn eingestufter Berg in Schottland. Sein gälischer Name kann in etwa mit Geröllberg, Schotterberg oder gerölliger Berg übersetzt werden.  Er liegt am Nordufer von Loch Hourn oberhalb der kleinen Ortschaft Arnisdale, etwa 15 Kilometer südöstlich von Kyle of Lochalsh und rund 20 Kilometer nordöstlich von Mallaig. 
Von den benachbarten Bergen ist der Beinn Sgritheall weitgehend isoliert, lediglich im Norden und im Osten besteht über zwei etwa 500 bzw. 600 m hohe Bealachs ein Übergang. Nach Norden schließt sich der mit 759 m (2.490 ft) deutlich niedrigere Beinn a’ Chapuill an, nach Osten der Beinn na h-Eaglaise, der mit seinen 805 m (2.641 ft) Höhe als Corbett eingestuft ist. Der Beinn Sgritheall weist einen Hauptgipfel und zwei Nebengipfel auf, die durch einen ausgeprägten gewundenen Grat verbunden sind. Östlich des Hauptgipfels liegt der 906 m (2.972 ft) hohe Ostgipfel, von dem aus ein kurzer und felsiger Grat nach Nordosten führt. Vom Hauptgipfel führt der Gipfelgrat zunächst nach Nordosten und wendet sich dann nach Nordwesten zum dritten, 928 m (3.045 ft) hohen Gipfel des Massivs. Nördlich des Grats zwischen Ost- und Hauptgipfel öffnet sich das Coire Mìn nach Norden. Ein weiterer Grat zweigt vom Grat zwischen Haupt- und Nordwestgipfeletwa auf halber Strecke nach Norden ab. Beide Grate umschließen ein steiles, sich nach Nordwesten öffnendes Corrie. Im Westen führt ein langer, abfallender Grat vom Hauptgipfel bis zum Bealach Ràrsaidh auf 365 m Höhe. Über dem Nordufer von Loch Hourn ragt der Berg steil auf, auf dieser Seite sind seine Flanken durchweg sehr steil. Von einzelnen Grasflecken und Felspartien abgesehen ist diese Seite von gerölligen Steinfeldern geprägt, die dem Berg auch zu seinem Namen verholfen haben. Die anderen Seiten des Berges sind komplexer aufgebaut, hier ragen unterhalb des Gipfels und der Grate teils steile Felswände empor, die nach unten in sanfter geneigte Gras- und Geröllflächen übergehen. Aufgrund der isolierten Lage bietet der Beinn Sgritheall vom Hauptgipfel aus eine weite Sicht nach Westen über die Insel Skye bis zu den dortigen Cuillin Hills und nach Süden über die Halbinsel Knoydart. 

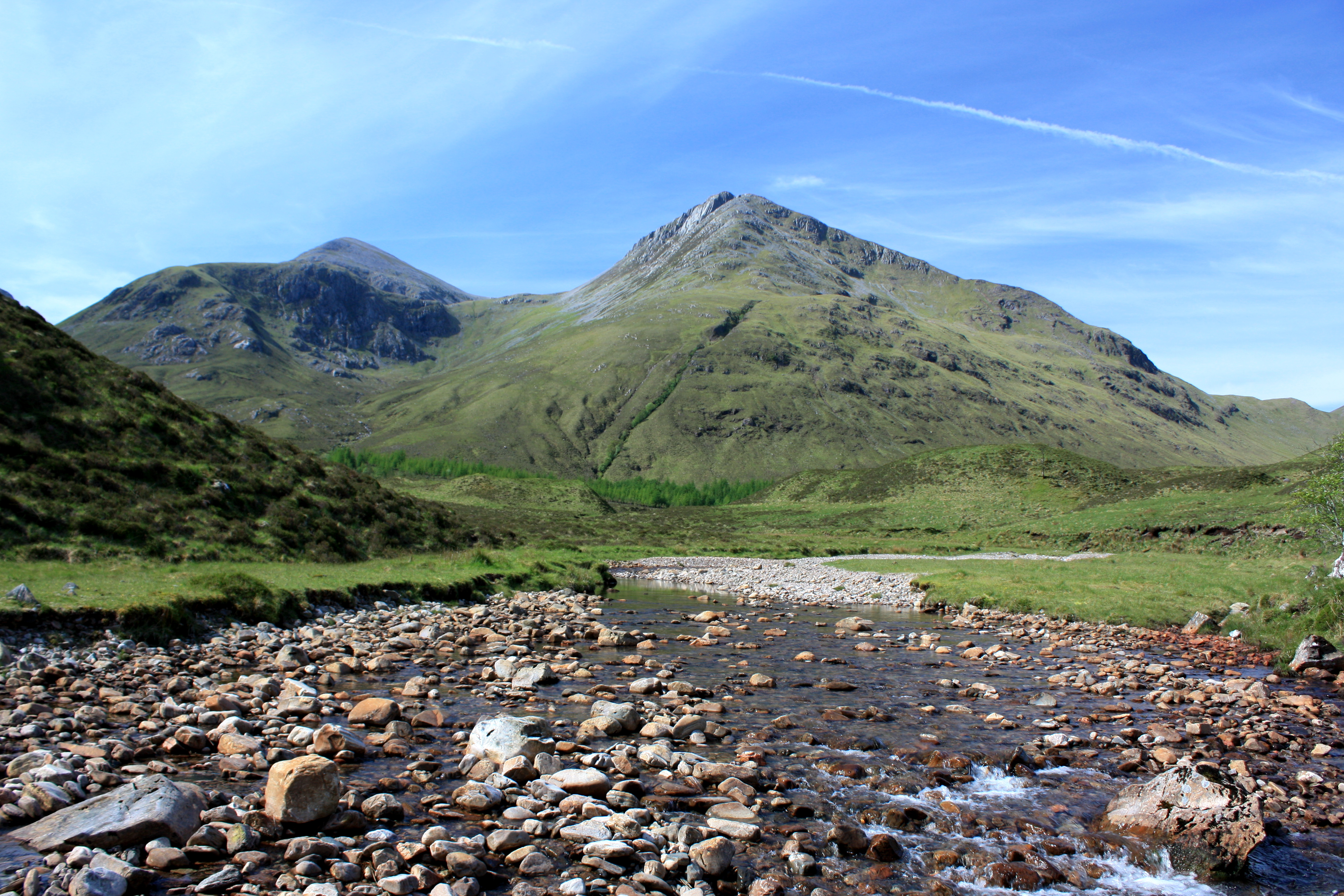
Blick von Nordosten aus dem Tal des Allt Srath a’ Chomair zum Beinn Sgritheall
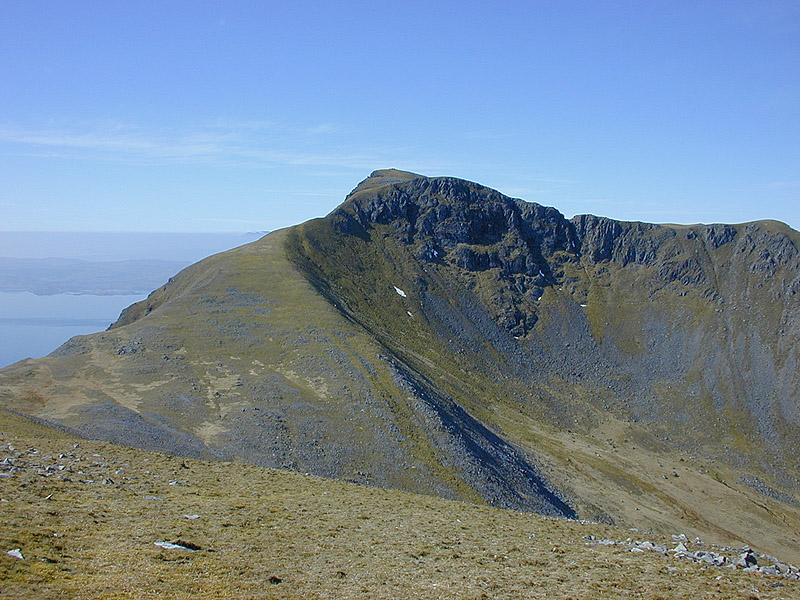
Blick vom Ostgipfel entlang des Gipfelgrats zum Hauptgipfel
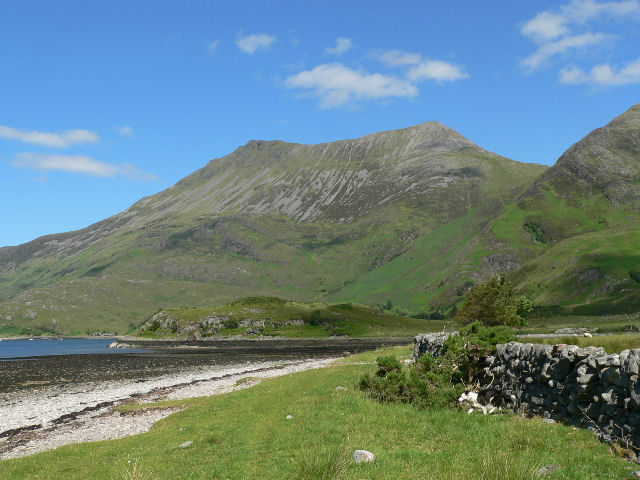
Blick vom Nordufer von Loch Hourn, östlich von Arnisdale, zum Beinn Sgritheall
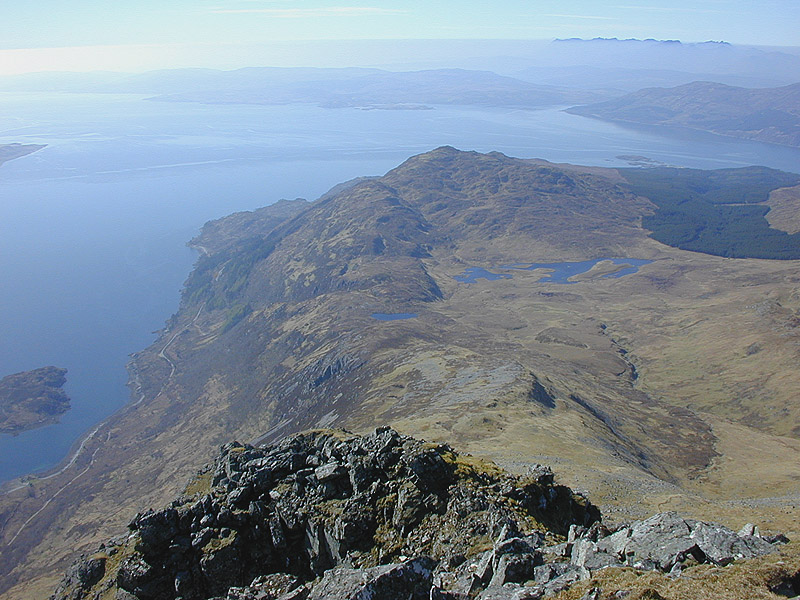
Blick vom Gipfel nach Westen über den Sound of Sleat, im Hintergrund die Insel Skye

Der meistgenutzte Ausgangspunkt für eine Besteigung des Beinn Sgritheall ist der kleine Ort Arnisdale am Nordufer von Loch Hourn. Der Anstieg führt fast durchwegs sehr steil in den Bealach Arnasdail zwischen Beinn Sgritheall und Beinn na h-Eaglaise und von dort entweder sehr steil zum Ostgipfel oder durch das Coire Mìn zum Gipfelgrat und weiter zum Hauptgipfel. Weniger steil ist der Westgrat, der vom Bealach Ràrsaidh zum Gipfel führt. Der Ausgangspunkt für diesen Zustieg liegt an der nach Arnisdale führenden Single track road, etwa drei Kilometer westlich des Orts. Zustiege von Norden sind in das Coire Mìn und zum Bealach Arnasdail ebenfalls möglich, erfordern aber deutlich längere Anmärsche aus Richtung Glenelg.